# Tmpfs
tmpfs（英語：temporary file system） 是類Unix系統上暫存檔儲存空間的常見名稱，通常以掛載檔案系統方式實現，並將資料儲存在揮發性記憶體而非永久儲存裝置中。和RAM disk的概念近似，但後者會呈現出具有完整檔案系統的虛擬磁碟。

## 詞語定義
所有在tmpfs上儲存的資料在理論上都是暫時借放的，那也表示說，檔案不會建立在硬碟上面。一旦重新開機，所有在tmpfs裡面的資料都會消失不見。理論上，記憶體使用量會隨著tmpfs的使用而時有增長或消減。目前有許多Unix的發行版都有啟用tmpfs，預設是把它以共享記憶體的方式用在系統的/tmp目錄底下。這個特徵在 Unix 上面會表現像是：
```
Filesystem            Size  Used Avail Use% Mounted on
tmpfs                 256M  688K  256M   1%  /tmp
```

## 應用實例

### SunOS / Solaris
SunOS是Solaris上一世代的作業系統，裡頭實作了tmpfs的部份功能最初在SunOS 4.1上實作，在1990三月釋出。1994年十一月，Solaris 2.1裡頭/tmp採用tmpfs的應用，並被納入預設的檔案系統之一。

### Linux
tmpfs在Linux kernel從2.4之後的版本都有支援。
tmpfs（之前比較為人所知的名稱是"shmfs"）和Linux的ramdisk裝置定位有所不同。Ramdisk是固定劃分一塊記憶體出來使用，且允許比較不常用的頁面可以移動到置換空間去。
RAMFS相較之下，不會利用虛擬記憶體的部份（這個特點有利也有弊）。另外，在MFS還有其它ramfs的舊版本，都不會動態的調整大小，只能一直佔用一個固定的大小。
tmpfs的用法，舉例來說是像：
```
"
mount -t tmpfs -o size=1G,nr_inodes=10k,mode=0700 tmpfs /space
" 
```

這樣就會使用1 GiB的置換空間，裡頭有10240 inodes且規定是在/space目錄底下存取。這個檔案系統的大小是可以隨時調整的，像是再追加一個指令如：
```
mount -o remount,size=2G /space
"。
```

要註記一點，如果／tmp有安全上的顧慮的話，最好追加粘滞位(sticky bit)上來。，就是權限應該被設作"mode=1777"，而不是"mode=0777或"mode=777"
如果要是开机启用tmpfs那就是在fstab里面加个参数：
```
tmpfs /media/ramdisk tmpfs size=2G,defaults,noatime,mode=1777 0 0
```

其中2G是固定大小。

### BSD
從2005年九月10號之後tmpfs也正式被收錄到NetBSD的原始碼裡頭，同時在4.0之後的版本啟用了這個功能。
FreeBSD也已經收錄了NetBSD的這項功能，在7.0之後的版本也跟著啟用。

### 微軟Windows
視窗作業系統也有一個類似tmpfs的方式來處理，就是"temporary files"。在系統的低記憶體底下，檔案會以FILE_ATTRIBUTE_TEMPORARY和FILE_FLAG_DELETE_ON_CLOSE（「暫存檔案」與「關閉時刪除該檔」的旗標）標記在記憶體裡面。這種方式的處理相當類似tmpfs，除了這些檔案會被寫入到特定的低記憶體位置而不是置換空間去。這個技術也常用在伺服器傳送檔案的時候，把檔案傳送到客戶端之前先丟到一個緩衝的暫存上面。